# 2937 Gibbs
2937 Gibbs è un asteroide areosecante. Scoperto nel 1980, presenta un'orbita caratterizzata da un semiasse maggiore pari a 2,3203226 au e da un'eccentricità di 0,3028632, inclinata di 21,76001° rispetto all'eclittica.
L'asteroide è dedicato al fisico statunitense Willard Gibbs.